# 米洛鎮區 (明尼蘇達州密爾湖縣)
米洛鎮區（英語：Milo Township）是位於美國明尼蘇達州密爾湖縣的一個行政鎮區。

## 歷史
米洛鎮區於1869年設立，得名自緬因州的米洛。

## 地方資料
米洛鎮區的面積為88.86平方千米，當中陸地面積為88.67平方千米，而水域面積為0.18平方千米。根據2020年美國人口普查的數據，當地共有人口1512人，而人口密度為每平方千米17人。